# Klarna
Klarna Bank AB, gewoonlijk Klarna genoemd, is een Zweeds fintech-bedrijf dat online financiële diensten levert. Klarna Bank AB en Klarna Holding AB zijn onderdelen uit van Klarna Group plc.

## Activiteiten
In 2005 werd Kreditor opgericht door drie ondernemers , maar in 2010 werd de naam gewijzigd in Klarna. Het is een 'Koop nu, betaal later'-dienstverlener. Klarna levert betalingsverwerkingsdiensten voor de e-commercesector en beheert winkelclaims en klantbetalingen. Het bedrijf heeft ruim 5000 medewerkers, waarvan de meesten werkzaam zijn op de hoofdkantoren in Stockholm en Berlijn.
In 2021 ging ongeveer 40% van alle e-commerceverkopen in Zweden via Klarna. In 2024 verwerkte Klarna Group ongeveer US$ 100 miljard aan online-verkopen. In het eerste kwartaal van 2025 telde het bedrijf 724.000 winkeliers als klant en maakten 100 miljoen klanten gebruik van Klarna's diensten. Het was actief in 26 landen.
De inkomsten van Klarna bestaan uit een vergoeding van de winkeliers, een percentage van circa 2,75% van het bedrag wat Klarna tijdelijk voorschiet, rente-inkomsten en verder brengt het kosten in rekening als de klant niet op tijd de kortstondige lening terugbetaald. Belangrijke kostenposten van Klarna zijn de verwerkingskosten van de transactie, de rentekosten en kredietverliezen als de klant in gebreke blijft.
In 2021 was het bedrijf het meest waardevolle particuliere technologiebedrijf van Europa, met een geschatte waarde van US$ 45,6 miljard. Hun waardering werd echter teruggebracht tot US$ 6,7 miljard in 2022, na moeilijkheden om extra investeringen van buitenaf aan te trekken.

### Regulering
In Groot-Brittannië is Klarna actief in de snelgroeiende sector voor achteraf betalen, die bekritiseerd wordt omdat het consumenten aanmoedigt om zichzelf in onaflosbare schulden te brengen. In februari 2021 kondigde de Britse regering aan dat de sector onderworpen zou zijn aan regulering van de Britse Financial Conduct Authority.
In Zweden werd in 2014 een groot aantal klachten over Klarna naar het Zweedse Consumentenagentschap gestuurd. Veel klanten hadden aanmaningskosten en bedreigingen over incasso ontvangen zonder dat ze een correcte factuur hadden ontvangen. Er werd gespeculeerd of dit een onethisch bedrijfsmodel was, aangezien het bedrijf geld verdiende met deze herinneringskosten en Klarna ook een dochteronderneming had die zich bezighield met het innen van schulden. Het Zweedse consumentenbureau vond ook een reden om te onderzoeken hoe Klarna kredietkosten in rekening bracht voor gedeeltelijke betalingen. Het jaar daarvoor zei medeoprichter Niklas Adalberth in een presentatie tijdens de startupconferentie Arctic15: "Dat is een van onze inkomstenstromen [...] de beste klant is degene die niet direct betaalt, maar daadwerkelijk een herinnering [krijgt] en daarna ook nog een incasso omdat we de juridische kosten erbij kunnen optellen."
In Duitsland oordeelde de rechtbank van Bremerhaven in 2022 dat Klarna voor een herinnering per e-mail geen vast tarief van € 1,20 kon eisen, omdat Klarna geen kosten daarvoor had ingediend.
In april 2025 deed de rechtbank Midden-Nederland uitspraak in vijf zaken tegen verschillende achterafbetaaldiensten, waaronder Klarna, over de rente-, aanmanings- en incassokosten die de klanten in rekening worden gebracht. Achteraf betalen is gratis en deze vorm wordt wettelijk ook niet gezien als een consumentenkrediet of lening. Als de incassokosten een onderdeel zijn van het verdienmodel van de aanbieder, zoals bij Klarna, dan is er sprake van een lening. Bij het aangaan van een lening moet dan worden gewaarschuwd dat 'geld lenen geld kost' en moet moeten vooraf worden gecontroleerd of iemand genoeg verdient om de schuld te kunnen aflossen. Klarna doet dat niet waardoor het niet aan de voorwaarden voor een krediet heeft voldaan, en daardoor vervallen de extra kosten die in rekening zijn gebracht.

### Privacy
In februari 2020 meldde Der Spiegel dat het autofill-hulpmiddel van Klarna aan iedereen toeliet persoonlijke informatie op te vragen, zoals telefoongegevens, adresgegevens en geboortedata, op basis van enkel het e-mailadres en de postcode van een klant.
In oktober 2020 stuurde Klarna per ongeluk een marketing-e-mail naar mensen die hun contactgegevens nooit aan Klarna hadden bekendgemaakt. Dit leidde tot een onderzoek door het Information Commissioner's Office in Groot-Brittannië.
Gedurende een korte periode in mei 2021 konden gebruikers met hun eigen inloggegevens de gegevens van andere gebruikers bekijken. Klarna beweert dat gebruikersinformatie willekeurig werd vrijgegeven en dat deze blootstellingen alleen niet-gevoelige gegevens bevatten. Gebruikers beweerden echter dat ze adressen, telefoonnummers en betalingsgegevens van andere mensen konden bekijken.
Identiteitsdieven hebben Klarna gebruikt om fraude te plegen. Ze maakten misbruik van Klarna's 'koop nu, betaal later'-plan om aankopen te doen met een kleine vooruitbetaling op een gestolen rekening, die goederen te ruilen tegen een veel hogere prijs en vervolgens betalingen te ontwijken. Het bedrijf beweert dat zijn fraudecontroles net zo streng zijn als die van banken.
In maart 2022 heeft de Zweedse Autoriteit voor Privacybescherming (Integritetsskyddsmyndigheten) heeft Klarna een boete van 7,5 miljoen kronen opgelegd wegens tekortkomingen in haar privacyverklaring en de omgang met persoonlijke gegevens. Klarna verklaarde dat het tegen de beslissing in beroep zou gaan voor verdere verduidelijking van de richtlijnen.